# 小五家回族乡
小五家回族乡是中华人民共和国内蒙古自治区赤峰市元宝山区下辖的一个民族乡。
2012年1月20日，内蒙古自治区人民政府批复同意从美丽河镇划出部分区域，设置小五家回族乡，辖新井子、老西营子、谢家营、大营子、小五家、大金沟6个村，驻小五家。

## 行政区划
小五家回族乡下辖以下村级行政区划单位：
小五家村、老西营子村、谢家营子村、大营子村、大金沟村和新井子村。